# گلوبال سوپلای سیستمز
گلوبال سوپلای سیستمز (به انگلیسی: Global Supply Systems) یک شرکت هواپیمایی با کد یاتا XH است که در تاریخ ۲۰۰۱ میلادی تأسیس شده است. دفتر مرکزی گلوبال سوپلای سیستمز در لندن واقع شده‌است و قطب این شرکت هواپیمایی در فرودگاه استانستد لندن قرار دارد.